# Travis Stevens
Travis Stevens (n. 28 februarie 1986, Washington, SUA) este un judocan ce a reprezentat Statele Unite ale Americii, medaliat olimpic. A participat la 2 ediții ale Jocurilor Olimpice (2012, 2016) în care a câștigat o medalie de argint.